# Вадис Оджиджа-Офое
Вадис Оджиджа-Офое (на английски: Vadis Odjidja-Ofoe) е белгийски футболист от ганайски произход (по бащина линия), роден на 21 февруари 1989 г. в Гент.
Започва да тренира футбол на петгодишна възраст в отбора на „Гент“. През 1999 г. преминава при юношите на „Андерлехт“. През сезон 2007/2008 стига и до мъжкия отбор. Предишния сезон е част от дублиращия отбор на „Андерлехт“, който печели първенството.
От януари 2008 г. е футболист на „Хамбургер“, където играе както за първия, така и за дублиращия отбор. Има един мач за Купата на УЕФА.